# Burgstall (Mitwitz)
Burgstall ([ˈbʊʁkˌʃtal] ) ist ein Gemeindeteil des Marktes Mitwitz im Landkreis Kronach (Oberfranken, Bayern).

## Geographie
Das Straßendorf befindet sich am westlichen Fuß des Wolfberges mit der Heunischenburg. Das Föritzbächlein, im Unterlauf Untere Föritz genannt, fließt durch den Ort. Im Westen befindet sich in einer aufgelassenen Sandgrube eine Weiherplatte. Die Bundesstraße 303 führt nach Mitwitz (3,5 km westlich) bzw. nach Gehülz (3 km östlich). Eine Gemeindeverbindungsstraße führt nach Kaltenbrunn zur Staatsstraße 2708 (1,8 km nördlich).

## Geschichte
Burgstall wurde 1142 erstmals urkundlich erwähnt, als der Bamberger Bischof Egilbert Güter mit dem Kloster Michelsberg tauschte. Dabei übergab er Güter, die nahe bei Kronach unterhalb von Lindenberg und „Burcstal“ und dem Fluss Steinach gelegen waren und erhielt ein Gut bei Niederfüllbach sowie einen Hof bei Memmelsdorf. Das hochmittelalterliche Rodungsdorf gehörte seit der Frühen Neuzeit zum Halsgericht Mitwitz.
Gegen Ende des 18. Jahrhunderts gab es in Burgstall 17 Anwesen (1 Gut, 3 halbe Güter, 6 Sölden, 4 Tropfhäuser, 1 Haus, 2 Einödgehöfte). Das Hochgericht übte das Halsgericht Mitwitz aus. Die Dorf- und Gemeindeherrschaft sowie die Grundherrschaft hatte die Herrschaft Mitwitz inne.
Infolge des Reichsdeputationshauptschlusses kam Burgstall im Jahr 1806 zum Kurfürstentum Bayern. Mit dem Gemeindeedikt wurde Burgstall dem 1808 gebildeten Steuerdistrikt Mitwitz zugewiesen. Mit dem Zweiten Gemeindeedikt (1818) entstand die Ruralgemeinde Mitwitz, der auch Burgstall angehörte. Seit 1856 war Burgstall eine Ruralgemeinde, zu der Rotschreuth und Wolfsberg gehörten. Sie war in Verwaltung und Gerichtsbarkeit dem Landgericht Kronach zugeordnet und in der Finanzverwaltung dem Rentamt Kronach (1919 in Finanzamt Kronach umbenannt). Ab 1862 gehörte Burgstall zum Bezirksamt Kronach (1939 in Landkreis Kronach umbenannt). Die Gerichtsbarkeit blieb beim Landgericht Kronach (1879 in das Amtsgericht Kronach umgewandelt). Die Gemeinde hatte eine Fläche von 3,827 km².
Am 1. Januar 1972 wurde die Gemeinde Burgstall im Zuge der Gebietsreform in Bayern aufgelöst. Burgstall und Wolfsberg wurden nach Mitwitz eingegliedert, während Rotschreuth nach Gehülz eingegliedert wurde.

### Baudenkmäler
- 26 Grenzsteine

- Haus Nr. 8 (ursprüngliche Hausnummerierung): Zugehöriger Stall aus Sandsteinquadern, am Türsturz bezeichnet mit „JZBH JNGM · 1835“. Der zugehörige Stadel mit einem Einbau aus Sandsteinquadern ist am Türsturz bezeichnet mit „JZ.BH.JNG.M.1839“.[10] Das Haus listete Tilmann Breuer in dem Buch Landkreis Kronach von 1964 als Kunstdenkmal auf. Es wird in der Denkmalschutzliste nicht geführt, da es entweder nicht aufgenommen, abgerissen oder stark verändert wurde.

### Einwohnerentwicklung
Gemeinde Burgstall
| Jahr      | 1861   | 1867   | 1871   | 1875   | 1880   | 1885   | 1890   | 1895   | 1900   | 1905   | 1910   | 1919   | 1925   | 1933   | 1939   | 1946   | 1950   | 1952   | 1961  | 1970   |
| Einwohner | 147    | 168    | 178    | 184    | 175    | 167    | 158    | 160    | 156    | 172    | 180    | 184    | 176    | 146    | 147    | 218    | 213    | 208    | 160   | 167    |
| Häuser    |        |        | 26     |        |        | 27     | 27     |        | 28     |        |        |        | 30     |        |        |        | 31     |        | 34    |        |
| Quelle    | [ 12 ] | [ 13 ] | [ 14 ] | [ 15 ] | [ 16 ] | [ 17 ] | [ 18 ] | [ 19 ] | [ 20 ] | [ 19 ] | [ 21 ] | [ 19 ] | [ 22 ] | [ 19 ] | [ 19 ] | [ 19 ] | [ 23 ] | [ 19 ] | [ 7 ] | [ 24 ] |

Ort Burgstall
| Jahr      | 001813 | 001818 | 001861 | 001871 | 001885 | 001900 | 001925 | 001950 | 001961 | 001970 | 001987 |
| Einwohner | 84     | 78     | 104    | 130    | 108    | 97     | 119    | 168    | 122    | 127    | 113    |
| Häuser    | 17     | 15     |        |        | 18     | 18     | 21     | 23     | 25     |        | 35     |
| Quelle    | [ 25 ] | [ 6 ]  | [ 12 ] | [ 14 ] | [ 17 ] | [ 20 ] | [ 22 ] | [ 23 ] | [ 7 ]  | [ 24 ] | [ 26 ] |

## Religion
Der Ort ist seit der Reformation evangelisch-lutherisch geprägt und nach St. Jakob (Mitwitz) gepfarrt. Die katholische Minderheit war in die Schlosskuratie in Mitwitz gepfarrt.
Die zuständige evangelische Bekenntnisschule befand sich in Mitwitz. Seit ab 1912 gehörte sie zum Schulsprengel Kaltenbrunn.